# Leda Gloria
Leda Gloria (de son vrai nom Leda Nicoletti) est une actrice italienne née le 30 août 1908 à Rome et morte dans la même ville le 16 mars 1997.

## Filmographie partielle
- 1931 : Le Rappel de la terre (Terra Madre) d'Alessandro Blasetti
- 1932 : Le Palio de Sienne (Palio) d'Alessandro Blasetti
- 1932 : La Table des pauvres (La Tavola dei poveri) d'Alessandro Blasetti
- 1936 : Sette giorni all'altro mondo de Mario Mattoli
- 1937 : I tre desideri de Giorgio Ferroni et Kurt Gerron
- 1939 : Montevergine de Carlo Campogalliani
- 1940 : Antonio Meucci d'Enrico Guazzoni
- 1952 : L'Ange du péché (L'eterna catena) d'Anton Giulio Majano
- 1952 : Le Petit Monde de don Camillo de Julien Duvivier
- 1952 : Les Fiancés de Rome (Le ragazze di piazza di Spagna) de Luciano Emmer
- 1953 : Le Boulanger de Valorgue de Henri Verneuil
- 1953 : Il n'est jamais trop tard (Non è mai troppo tardi) de Filippo Walter Ratti
- 1953 : Le Retour de don Camillo de Julien Duvivier
- 1955 : La Grande Bagarre de don Camillo de Carmine Gallone
- 1956 : Sous le ciel de Provence de Mario Soldati
- 1957 : Guendalina d'Alberto Lattuada
- 1958 : La loi, c'est la loi de Christian-Jaque
- 1961 : Don Camillo Monseigneur de Carmine Gallone
- 1961 : Cocagne de Maurice Cloche
- 1965 : Don Camillo en Russie de Luigi Comencini